# Ariane Moffatt
Ariane Moffatt (Lévis, 26 aprile 1979) è una cantante canadese.

## Biografia
Ariane Moffatt ha studiato canto pop e canto lirico all'Università del Québec a Montréal. Dopo la sua laurea è andata in tournée con il cantante Marc Déry, e poi con Daniel Bélanger.
Il suo album di debutto, Aquanaute, è uscito nel 2002 su etichetta discografica Audiogram, parte della famiglia della EMI. È stato certificato disco di platino dalla Music Canada con oltre 100 000 copie vendute a livello nazionale. Il successo del disco le ha fruttato nel 2003 tre premi Félix, il principale riconoscimento musicale del Québec: uno per la rivelazione dell'anno, uno per l'album pop/rock dell'anno, e uno per la miglior produzione musicale.
Nel 2005 è uscito il secondo album della cantante, Le cœur dans la tête, certificato disco d'oro in Canada. Il disco ha raggiunto la 126ª posizione in classifica in Francia. Come l'album precedente, anche questo è stato apprezzato alla critica: ai Félix del 2006 ha vinto il premio per l'album pop/rock dell'anno e la cantante è stata riconosciuta come miglior artista femminile. Inoltre, l'album dal vivo À la Station C ha vinto nello stesso anno il premio per il DVD musicale dell'anno sia ai Félix che ai Juno Awards.
Il terzo album di Ariane Moffatt, Tous les sens, è uscito nel 2008 e, oltre a regalare alla cantante un altro disco d'oro, è diventato il suo primo ingresso nella classifica Billboard Canadian Albums, dove ha raggiunto il 2º posto; si è inoltre piazzato 68º in Francia e 88º nella regione belga della Vallonia. Grazie all'album nel 2009 la cantante ha vinto il premio della critica dell'Académie Charles Cros in Francia, oltre a quattro altri Félix e un Juno per l'album francofono dell'anno in madrepatria. Uno dei singoli dell'album, Je veux tout, è divenuto il primo ingresso per Ariane Moffatt nella Billboard Canadian Hot 100, fermandosi al 72º posto.
Nel 2010 la cantante ha realizzato la colonna sonora della serie televisiva Trauma. Il disco ha raggiunto il 9º posto nella classifica canadese ed è stato certificato disco d'oro, così come il quarto album in studio di Ariane Moffatt del 2012, MA, che in classifica è arrivato fino alla 2ª posizione.
Nel 2013, in seguito al suo coming out come omosessuale, è stata insignita del premio per la lotta contro l'omofobia della fondazione Interligne. Nello stesso anno ha preso parte alla prima edizione del talent show La Voix (la versione del Canada francofono di The Voice) in qualità di giudice; ritornerà nel 2016 per la quarta edizione.
Nel 2015 è uscito il successivo album 22h22, 4º in classifica e vincitore di due altri premi Félix (uno per l'album pop dell'anno e uno alla cantante per l'artista femminile dell'anno). Il sesto album, Petites mains précieuses, è uscito nel 2018 e ha debuttato al 42º posto nella Canadian Albums.

## Discografia

### Album in studio
- 2002 – Aquanaute
- 2005 – Le cœur dans la tête
- 2008 – Tous les sens
- 2012 – MA
- 2015 – 22h22
- 2018 – Petites mains précieuses
- 2021 – Incarnat

### Album live
- 2005 – À la Station C
- 2017 – Le petit spectacle à La Chapelle

### Colonne sonore
- 2010 – Trauma - Chansons de la série TV

### EP
- 2013 – La démesure d'une 32a

### Singoli
- 2002 – Point de mire
- 2003 – La barricade
- 2003 – Poussière d'ange
- 2004 – Fracture du crâne
- 2005 – Le cœur dans la tête
- 2006 – Hasard
- 2006 – Montréal
- 2006 – Retourne chez elle
- 2008 – Réverbère
- 2009 – Je veux tout
- 2009 – Jeudi, 17 mai
- 2009 – Tous les sens
- 2012 – Mon corps
- 2012 – In Your Body
- 2012 – Too Late
- 2014 – Soleil chaleur (Soleil + chaleur + toi + moi)
- 2015 – Debout
- 2016 – Les tireurs fous/Miami
- 2017 – Aimons-nous (con La Bronze e Karim Ouellet)
- 2018 – Les apparences
- 2018 – Du souffle pour deux
- 2019 – Nostalgie des jours qui tombent
- 2019 – Pour toi